# Operaie del Divino Maestro
Le Operaie del Divino Maestro (in spagnolo Operarias del Divino Maestro, o semplicemente Avemarianas) sono un istituto religioso femminile di diritto pontificio: le suore di questa congregazione pospongono al loro nome la sigla O.D.M.

## Storia
Le origini della congregazione risalgono alle scuole dell'Ave Maria, fondate nel 1889 a Granada da Andrea Manjón: per dare continuità all'opera, il cardinale Rafael Merry del Val invitò il sacerdote Miguel Fenollera Roca a istituire una congregazione religiosa che ne curasse la gestione.
L'11 marzo 1910 Fenollera Roca, con l'aiuto di Matilde Grau Carchano, fondò a Benimámet la pia unione della Maestre operaie dell'Ave Maria, che venne canonicamente eretta in congregazione religiosa il 13 giugno 1921 da Enrique Reig y Casanova, arcivescovo di Valencia.

## Attività e diffusione
Le suore si dedicano all'istruzione e all'educazione cristiana della gioventù.
Oltre che in Spagna, sono presenti in Cile, a Porto Rico e nella Repubblica Dominicana; la sede generalizia è a Benimámet.
Alla fine del 2008 la congregazione contava 116 religiose in 18 case.